# Puijila
Puijila – rodzaj ssaka należącego do rodziny łasicowatych (Mustelidae) żyjącego we wczesnym miocenie na terenie dzisiejszej Kanady.
Puijila była niewielkim zwierzęciem długości około jednego metra, w większym stopniu przypominającym współczesne lądowe drapieżne niż foki i inne płetwonogie. Miała długi ogon, jej kończyny nie były przekształcone w płetwy, a stosunek długości kończyn przednich i tylnych również bardziej przypominał stosunek ich długości u współczesnych drapieżnych ssaków lądowych niż płetwonogich. Ich budowa wykazywała jednak przystosowania do przynajmniej częściowo wodnego trybu życia.
Analizy filogenetyczne wykazały, że Puijila jest najbliżej spokrewniona z innymi wczesnymi płetwonogimi – Enaliarctos i Potamotherium, wraz z którymi tworzy klad siostrzany do Amphicticeps. Badania te potwierdziły także monofiletyzm płetwonogich oraz potwierdzają, że są one taksonem siostrzanym Ursoidea lub łasicokształtnych (Musteloidea).
Skamieniałości Puijila darwini odnaleziono w jeziornych osadach formacji Haughton w okolicach Nunavut na wyspie Devon w Kanadzie. Holotyp (NUFV 405) obejmuje większą część czaszki oraz kompletny w około 65% szkielet pozaczaszkowy jednego samca. Szczątki dowodzą przynajmniej częściowo wodnego trybu życia Puijila, wskazują także, że ewolucja płetwonogich obejmowała przejściową fazę słodkowodną, mogą również wspierać hipotezę – wcześniej odrzucaną ze względu na brak potwierdzenia w materiale kopalnym – iż Arktyka była jednym z wczesnych centrów ewolucji płetwonogich.